# Campalecium alcoicum
Campalecium alcoicum är en nässeldjursart som beskrevs av Watson 1993. Campalecium alcoicum ingår i släktet Campalecium och familjen Lovenellidae. Inga underarter finns listade i Catalogue of Life.